# Kerry Minnear
Kerry Minnear (Shaftesbury, 2 gennaio 1948) è un polistrumentista inglese, noto per aver suonato nella progressive band Gentle Giant negli anni settanta.

## Biografia
Kerry ha studiato presso la Royal Academy of Music, ottenendo un diploma in composizione. Suona inoltre molti strumenti, tra i quali il violoncello, la batteria, la chitarra, il basso, il vibrafono ed il flauto. È il fondatore, insieme a Lesley Minnear dell'etichetta discografica Alucard Music.